# Xã Chassell, Michigan
Xã Chassell (tiếng Anh: Chassell Township) là một xã thuộc quận Houghton, tiểu bang Michigan, Hoa Kỳ. Năm 2010, dân số của xã này là 1.812 người.